# Jacques Féréol Mazas

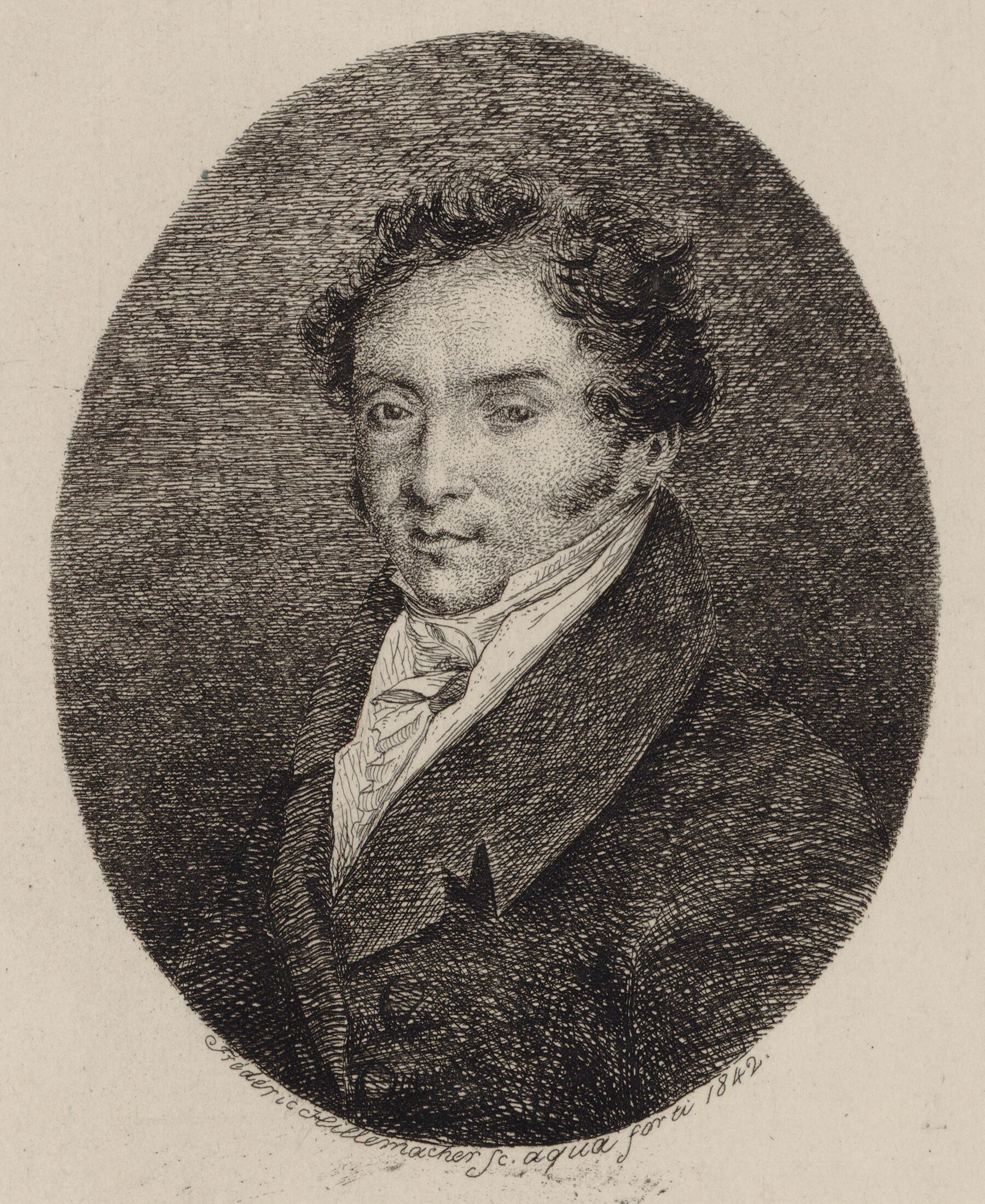
Jacques Féréol Mazas.

Jacques Féréol Mazas, född 23 september 1782 i Lavaur, departementet Tarn, död 26 augusti 1849 i Bordeaux, var en fransk violinist. 
Mazas var lärjunge till Pierre Baillot vid Pariskonservatoriet. Han företog konsertresor genom Europa och skördade stor framgång genom sin stora, mjuka ton. Han komponerade en mängd violinverk (bland annat konserter, kvartetter, trior, violinduor, fantasier och romanser och 75 etyder) samt utgav en violin- och en violaskola.